# Manhunt of Mystery Island
Manhunt of Mystery Island é um seriado estadunidense de 1945, gênero aventura e ficção científica, dirigido por Spencer Gordon Bennet, Wallace Grissell e Yakima Canutt, em 15 capítulos, estrelado por Richard Bailey, Linda Stirling e Roy Barcroft. Foi produzido e distribuído pela Republic Pictures, e veiculou nos cinemas estadunidenses a partir de 17 de março de 1945.
Foi o 36º entre os 66 seriados produzidos pela Republic, e o primeiro lançado em 1945. Foi o penúltimo seriado com 15 capítulos do estúdio, e o ano de 1945, que marcou o fim da Era de Ouro dos Seriados, foi o último em que a Republic lançou um seriado com 15 capítulos.

## Sinopse
Um dispositivo de avanço científico que vai revolucionar o consumo de energia no mundo tem o seu criador seqüestrado. Para resgatar seu pai, Claire Forrest pede a ajuda do detetive particular, Lance Reardon. Indícios levam a uma remota ilha pacífica conhecida apenas como Mystery Island, onde os dois enfrentam forças sinistras e surpreendentes. Os descendentes de um antigo pirata morto, Capitão Mephisto, estão segurando o cientista para seu próprio ganho, e um dos herdeiros possui uma Transformation Machine, máquina de transformação com a habilidade de duplicação molecular do seu antepassado, Mephisto.

## Elenco
- Richard Bailey … Lance Reardon, detetive particular
- Linda Stirling … Claire Forrest, filha do Professor Forrest
- Roy Barcroft … Higgins/ Capitão Mephisto
- Kenne Duncan … Sidney Brand
- Forrest Taylor … Professor William Forrest, inventor do Radiatomic Power Transmitter
- Forbes Murray … Professor Harry Hargraves
- Jack Ingram … Edward Armstrong
- Harry Strang … Frederick "Fred" Braley

## Produção
Manhunt of Mystery Island foi orçado em $167,912, porém seu custo final foi $182,388. Foi filmado entre 16 de outubro e 18 de novembro de 1944, sob o título provisório Mystery Island and Manhunt, e foi a produção nº 1496.

## Lançamento

### Cinema
O lançamento oficial de Manhunt of Mystery Island é datado de 17 de março de 1945, porém essa é a data da disponibilização do 7º capítulo.
O seriado foi relançado em 2 de janeiro de 1956, entre o relançamento de Dick Tracy's G-Men e Adventures of Frank and Jesse James. O último seriado original lançado pela Republic fora King of the Carnival', em 1955.

### Televisão
Manhunt of Mystery Island foi um dos 26 seriados da Republic a serem relançados pela televisão em 1966, e teve então seu título mudado para Captain Mephisto and the Transformation Machine. Essa versão foi editada como filme, com 100 minutos de duração.

## Capítulos
1. Secret Weapon (24min 38s)
2. Satan's Web (14min 27s)
3. The Murder Machine (14min 26s)
4. The Lethal Chamber (14min 27s)
5. Mephisto's Mantrap (14min 26s)
6. Ocean Tomb (14min 27s)
7. The Death Trap (14min 27s)
8. Bombs Away (14min 26s)
9. The Fatal Flood (13min 20s)
10. The Sable Shroud (13min 20s)
11. Satan's Shadow (13min 20s)
12. Cauldron of Cremation (13min 20s)
13. Bridge to Eternity (13min 20s)
14. Power Dive to Doom (13min 20s)
15. Fatal Transformation (13min 20s)

Fonte: